# 간온지역
간온지역(일본어: 観音寺駅 칸온지에키[*])은 일본 가가와현 간온지시에 있는 시코쿠 여객철도 요산선의 역이다. 역 번호는 Y19이며, 3면 4선 규모의 복합 승강장이 갖춰진 형태의 철도 역사이다.

## 타는 곳
| 1 | ■ 요산 선 | (상행) | 도쿄 · 다도쓰 · 마루가메 · 다카마쓰 · 오카야마 방면       | (특급의 대부분을 포함) |
| 1 | ■ 요산 선 | (하행) | 가와노에 · 니하마 · 이요사이조 · 마쓰야마 · 우와지마 방면 | (특급의 대부분을 포함) |
| 2 | ■ 요산 선 | (상행) | 다도쓰 · 마루가메 · 다카마쓰 · 오카야마 방면              |                        |
| 2 | ■ 요산 선 | (하행) | 가와노에 · 니하마 · 이요사이조 · 마쓰야마 방면            |                        |
| 3 | ■ 요산 선 | (상행) | 다도쓰 · 마루가메 · 다카마쓰 · 오카야마 방면              |                        |
| 3 | ■ 요산 선 | (하행) | 가와노에 · 니하마 · 이요사이조 · 마쓰야마 방면            | 특급의 2개를 포함      |
| 4 | ■ 요산 선 | (상행) | 다도쓰 · 마루가메 · 다카마쓰 · 오카야마 방면              |                        |
| 4 | ■ 요산 선 | (하행) | 가와노에 · 니하마 · 이요사이조 · 마쓰야마 방면            |                        |

## 이용 현황
| 연도     | 하루 평균 승차 인원 |
| 2008년도 | 1,778명             |
| 2009년도 | 1,635명             |
| -------- | ------------------- |

## 역 주변
- 간온지 경륜장
- 간온지 시청
- 오히라 마사요시 기념관
- 다카마쓰 법무국 간온지 지국
- 미쓰코시 간온지 지점
- 주고쿠 은행 간온지 지점
- 다카마쓰 지방 재판소 · 가정 재판소 간온지 지부
- 간온지 간이 재판소
- 간온지 신용금고 본점

## 인접 정차역
| 시코쿠 여객철도 요산선      | 시코쿠 여객철도 요산선 | 시코쿠 여객철도 요산선      |
| --------------------------- | ---------------------- | --------------------------- |
| Y 18 모토야마 다카마쓰 방면 | 요산 선                | 도요하마 Y 20 마쓰야마 방면 |